# کارور ویسیا بانک
کارور ویسیا بانک (انگلیسی: Karur Vysya Bank) شرکت خدمات مالی و بانکداری هندی است، که در سال ۱۹۱۶ تأسیس شد.